# Kirsten Cenius
Kirsten Cenius (født 23. november 1943) er en dansk skuespiller, producer, tegnefilmsdubber, lydbogsindlæser, hospitalsklovn og mangeårig medarbejder på Danmarks Radio, kendt blandt de fleste som "Kirsten" fra den danske børneserie Anna og Lotte. Kirsten har desuden lagt stemme til en række danske tegnefilm, her i blandt Skønheden og Udyret, Askepot m.fl. Hun medvirkede også i den danske spændingsserie Een gang strømer.
Kirsten Cenius blev i 1962 gift i Frederiksberg Slotskirke med chefen for B&U-afdelingen i Danmarks Radio, Mogens Vemmer. Ægteskabet varede til 1976.

## Stemmearbejder i udvalg
- Aristocats (1970) - Amelia Gabble
- Mummitroldene (1990-91) - Mummimor
- Skønheden og Udyret (1991) - Mrs. Potts
- Tommelise (1994) - Tommelises mor
- Herkules (1997) - Forskellige stemmer
- Rasmus Klump (1997-2000) - Mor Klump
- Askepot 2: Drømmen bliver til Virkelighed (2001) - Feen
- Magnus og Myggen (2001-11) - Fortæller
- Askepot 3: Tiden skrues tilbage (2007) - Feen

## Lydbøger indlæst af Kirsten Cenius
Da regnbuen forsvandt (1990) - Skrevet af Hjørdis Varmer
Michell (1991) - Skrevet af Gretelise Holm

## Skuespiller

### Film
- Verden er fuld af Børn (1980) - Gæst
- Livet er en god grund (tv-film) (1985) - Inger
- Guldregn (1988) - Nanas mor
- Slaget på Tasken (1993)

- Skat - det er din tur (1997) - Kirsten Nielsen

### Tv-serier
- Ridder Ræddik (1980) - Armida
- Søndagsbio/Fredagsbio (1982-2006) - Kirsten
- Guldregn (1986) - Solvej Christensen
- Een gang Strømer (1987) - Monika Rodin
- Skattekortet (1988) - Natten
- Station 13 (1988-89) - Lena
- Ugeavisen (1990-91) - Else, sygeplejerske
- Begær, Lighed og Broderskab (1990) - Nina Lange
- Tre Ludere og en Lommetyv (1993) - Luder
- Sirenesang I Vildnisset (1994) - Jette
- Operation Negerkys (1996) - Fortæller
- Taxa (1997-99) - Terapeuten